# Tropidomantis guttatipennis
Tropidomantis guttatipennis es una especie de mantis de la familia Iridopterygidae.

## Distribución geográfica
Se encuentra en la India, Birmania, Birmania, Nepal, Vietnam y el Tíbet.